# Takoulguehronnon
Takoulguehronnon, ime plemena koje se spominje sredinom 17. stoljeća u Jes. Rel. 1656, 34 (1858) kao jedno od onih koje je pobijedila konfederacija Iroquois. Lee Sultzman ovaj naziv povezuje sa Susquehanna Indijancima, dok ih drugi smatraju jednom od plemena konfrederacije Erie, i možda identični plemenu Atrakwaeronon.